# RMXCRW
RMXCRW, uitgesproken als RemixCrew, is een urban-dj/producerteam rondom DJ Chuckie en DJ Naffie.
Zowel DJ Chuckie en DJ Naffie zijn geboren in Paramaribo maar wonen in Nederland, waar ook RMXCRW werd opgericht.

## Biografie
In 2003 besloot het duo om r&b- en hiphoptalenten te ondersteunen met het remixen van oude hits.
Hun eerste succes kwam met Turn me on, met r&b-zanger Ebon-E en rapper Ambush, dat ook internationaal hoog scoorde. Ook hun tweede single Fresh haalde in binnen- en buitenland de hitlijsten.
Hun eerste album was Da Soundtrack, waarop producties staan van verschillende urbanproducers en dat werd uitgebracht met medewerking van diverse artiesten, onder wie Ambush, Mega D, I.V.A. en Ebon-E.
In 2008 kwam er een volledig nieuwe remix van het album Da Soundtrack. Dit album werd uitgebracht in samenwerking met onder meer DJ 4tezian, Ebon-e, Soundflow en Mega D. Het album werd vooral een hit door het nummer Rocking the night riderz van DJ 4tezian.

## Discografie

### Albums
| Album met eventuele hitnotering(en) in de Nederlandse Album Top 100 | Datum van verschijnen | Datum van binnenkomst | Hoogste positie | Aantal weken | Opmerkingen |
| ------------------------------------------------------------------- | --------------------- | --------------------- | --------------- | ------------ | ----------- |
| da Soundtrack                                                       | 2004                  |                       |                 |              |             |
| da Soundtrack Remix                                                 | 2008                  |                       |                 |              |             |

### Singles
| Single met eventuele hitnotering(en) in de Nederlandse Top 40 | Datum van verschijnen | Datum van binnenkomst | Hoogste positie | Aantal weken | Opmerkingen               |
| ------------------------------------------------------------- | --------------------- | --------------------- | --------------- | ------------ | ------------------------- |
| Turn me on                                                    |                       | 5-7-2003              | 17              | 7            | met Ebon-E Plus en Ambush |
| Fresh                                                         |                       | 7-2-2004              | 36              | 2            | met Ambush en I.V.A.      |
| Je doet!                                                      |                       | 15-1-2005             | 35              | 3            | met La Rouge en I.V.A.    |
| Als je weet wat je doet                                       |                       | 26-3-2005             | tip             |              | met La Rouge              |
| Reggaeton style                                               |                       | 30-7-2005             | tip             |              | ft. Immorales             |
| I'm sorry                                                     |                       | 4-2-2006              | 22              | 6            | vs. The Partysquad        |
| Maxine                                                        |                       | 19-10-2006            | tip             |              | --                        |